# Mančmelou eksperiment

## Biografija
Volter Mišel je rođen u Beču 1930. godine i nakon preseljenja u SAD  usled nacističke okupacije, uspeva da uspešno završi srednju školu u Bruklinu i dobije stipendiju Njujorškog Univerziteta. Svoje dalje usavršavanje je nastavio na doktorskim studijama univerziteta Ohajo, gde se specijalizovao za kliničku psihologiju. Već na početku svojje karijere, držao je pojedina predavanja na eminentnim fakultetima kao što su Univerzitet u Koloradu, Stenford, Harvard i Kolumbija Univerzitet.
Šezdesetih godina dvadesetog veka, kada se snaga volje nije toliko izučavala i nije bila zanimljiva za psihologe, Mišel je sproveo jedan od najpoznatijih psiholoških eksperimenata svih vremena- Mančmelou test.

## Uvod u "Mančmelou Eksperiment"
Svima je itekako poznat osećaj kada se iz sve snage trudimo da se odupremo iskušenju. U početku uspevamo u tome, odolevamo, međutim uskoro počinjemo sve intenzivnije da razmišljamo o subjektu te naše muke i posustajemo. O čemu je zapravo reč¬¬? Zašto naša volja tu zaostaje?
Na ova pitanja je pokušao da odgovori američki psiholog austrijskog porekla Volter Mišel. Koliko je njegova studija doprinela spoznavanju  ljudskog uma i ponašanja pokazuje činjenica da se ovo istraživnaje i dalje, vrlo često pominje u novinama, na televiziji i u američkoj javnosti. Tema je itekako zastupljena i pojedine marketinške agencije su koristile sliku mančmelouoa da bi odmah asocirale publiku na moć samokontrole.
Mišel je test radio zajedno sa svojim studentima u naučno istraživačkom centru Bing pri Stenford univerzitetu. Ovaj centar je osmišljen kao obdanište odnosno predškolsko, a ujedno je i naučni centar za pedagogiju i psihologiju. Deca su bila stavljena pred tešku odluku. Morala su da izaberu da li će odmah pojesti jedan mančmelou, odnosno perecu (mogli su da biraju poslasticu) ili sačekati određeno vreme i pojesti dva mančmeloua (dve perece). Poenta je bila u tome što deca nisu znala koliko bi morala da čekaju. Znali su pak, da ukoliko mirno sede na stolici i sačekaju ispitivača da se vrati, uslediće nagrada. Pored toga, bila im je data mogućnost da pozvone na zvono koje se nalazilo na stolu i istog trenutka pozovu ispitavača i u tom slučaju dobijaju samo jedan mančmelou tj. perecu.
Načini na koja su deca pokušavala da se susdrže i borila sa trenutnim zadovoljenjem želje izmamljivali su osmeh na licima svih istraživača (Mischel, The Marshmallow Test: Mastering Self-Control, 2014). Oni su bili iznenađeni njihovom kreativnošću, poželeli su čak da im aplaudiraju ili navijaju za njih da istraju do kraja, videvši da su junački izdržavalli pritisak. Sva deca koja su želela dva mančmeloua i koja su bila strplijiva, omogućila su istraživačima da zaključe da se zapravo potencijal za odolevanje iskušenjima razvija još u najranijem periodu.
Zahvaljujući pozamašnom broju godina koje su protekle od prvog eksperimenta, istraživački centar Bing je uspeo da isprati ispitanike, tadašnje predškolce, tokom njihovog kasnijeg života i da se uveri u to koliko je sposobnost odlaganja zadovoljenja želja i dužeg čekanja nagrade zapravo presudna za uspeh. Kod svakog deteta koje je uspelo duže da čeka, zapaženo je da u budućem životu ima manji indeks telesne mase, da je motivisaniji da ostvari ciljeve, da je svestan koliko vredi i da bolje izlazi na kraj sa frustracijama i sresom.
Na osnovu ovih rezultata se postavlja pitanje: Kako se razvijaju te veštine? Da li se mogu naučiti? U ovom slučaju nije IQ presudan, već su to emocionalna i socijalna inteligencija koja se kod svakog pojedinca razvija na drugačiji način. Takođe, podrazumeva se i visok stepen introspekcije tj. mogućnost da se podrobno preispitaju unutrašnji stavovi, misli i osećanja. Za sve to je potrebna izvesna zrelost, međutim kod nekoga se nagoveštaji da će biti “uspešan na duge staze” vide od malena odnosno onog trenutka kad uspe da se odupre impulsima i položi “mančmelou test”.
Međutim, zanimljivo je da je sam kreator ovog eksperimenta imao problema sa samokontrolom. On je aktivno počeo da puši u ranim godinama života. Tokom studija, količina koju je konzumirao je iznosila tri pakle dnevno, a kasnije, kako je stario, uvrstio je u upotrebu i lulu i različite vrste cigara. I dok je putovao širom sveta i izučavao odloživo zadovoljenje želja u različitim kulturnim i socioekonomskim sredinama, borio se sa ovom ružnom navikom. Međutim, ono što mu je pomoglo da jednom za svagda ostavi pušenje je zapravo jedan od kognitivnih metoda koje je koristio u svom eksperimentu.
Naime, dok su deca bila suočena sa primamljivom poslasticom ispred sebe i svojski se trudila da je ne pojedu, istraživač je pokušao da im pomogne tako što je mančmelou upoređivao sa drugim, nejestivim stvarima. Taj slatkiš bi upoređivao sa oblacima, potom mesecom i najzad loptom. Ove pojmove je odabrao zato što su naizgled beli, vazdušasti i okruglasti kao sam mančmelou. Zatim ih je navodio da razmišljaju o igranju loptom, zamišljanju meseca i o tome kako se oblaci kreću. Ideja je bila, da se njihova pažnja preusmeri i da na potpuno novi način posmatraju objekat pred sobom. To više nije bila samo namirnica za konzumiranje, već pojam u prirodi koji je vršio neku radnju i imao neku funkciju. Stoga su bili naterani da razmišljaju dublje o nečem što nije bilo odmah ispred njih i na taj način su mogli duže da sačekaju  nagradu koja im sleduje.
Slično se desilo samom Mišelu. Isprva je mislio da ima kontrolu nad svojim porokom i da ga je pušenje činilo  staloženim, uravnoteženim i fokusiranim, sve dok jednog dana u hodnicima stenfordske škole medicine nije ugledao muškarca obolelog od raka pluća. Muškarac otkrivenih grudi, obrijane glave, s malim, zelenim “x” simbolima koji obeležavaju mesta za radijaciju, bila je slika koju je Mišel uvek prizivao u sećanje kad god bi posegnuo za cigaretom. Potpuno je promenio vrednost cigarete, koja nije više predstavljala izvor želje i osećaja zadovoljstva, već osećaj potpunog gađenja.
Dakle, promena percepcije stvari ili akcije je krucijalna u odupiranju iskušenjima. Ako objekat želje postavimo na određenu imaginarnu distancu, odnosno mislima ga preoblikujemo ili se fokusiramo na skroz neko drugo, nerelevantno iskustvo, naša snaga volje će doći do izražaja. Ako jednom uspešno prevaziđemo ovu tešku situaciju, svaki sledeći put će nam biti lakše da umirimo našu želju i vremenom ćemo postajati sve manje i manje impulsivni.

## Metod eksperimenta

### Dizajn
Volter Mišel je izvodio ”mančmelou“ eksperiment sa više od 500 dece iz vrtića. Postavio bi poslasticu, mančmelou ili perecu, pred četvorogodišnjake i petogodišnjake i rekao im da mogu da pojedu odmah ili sačekaju 20 minuta i dobiti još jednu poslasticu. Oni su pred sobom imali zvonce koje su mogli da iskoriste da singaliziraju izvođaču eksperimenta da se vrati ako bi pojeli mančmelou pre isteka vremena. Korišćena su dva načina nagrađivanja. Manje od jedne trećine dece je radije izabralo jedan mančmelou umesto dva,  i manje od jedne trećine dece je izabralo jednu perecu umesto dve. Sva deca su čekala i za trenutnu i za odloženu nagradu kada su se poslastice našle pred njima. Ono što se razlikovalo kod svakog deteta  je bilo vreme koje je provelo samo u prostoriji pre nego sto je signaliziralo izvođaču eksperimenta da se vrati pritiskanjem zvonceta. Problem kod dece u uzrastu od 4 godine je što oni nisu razvili sposobnost da odlože zadovoljenje ovakvih izazovnih zahteva. U eksperimentu su korišćene četiri eksperimentalne grupe:
- konzumna uputstva za relevantne objekte
- transofrmaciona uputstva za relevantne objekte
- konzumna uputstva za irelevantne objekte i
- transormaciona uputstva za irelevantne objekte

Pored četiri eksperimentalna tretmana, grupa koja nije primila nikakve instrukcije za eksperiment bila je uključena kao dodatna grupa.
Ispitanici iz konzumne grupe za relevantne objekte su dobili instrukcije da se fokusiraju na potrošačke osobine nagrade koje su čekali. Ako su čekali mančmelou, instrukcija je glasila: “Pogledaj mančmelou. Oni su slatki i mekani. Kada pogledaš mančmelou, pomisli na to koliko su slatki dok ih jedeš. Ili pomisli koliko su mekani i kako se tope u ustima dok ih jedeš. Sada, zašto ne bi ti igrao igru asocijacija? Na šta pomisliš kada pogledaš mančmelou?”
Grupa sa transformacionim uputstvima za relevantne objekte je imala zadatak da se fokusira na nepotrošačke osobine predmeta: “Pogledaj mančmeloue; oni su okrugli i mekani i beli. Kada pogledaš mančmeloue, pomisli na to kako su mekani i beli. Oblaci su takođe mekani i beli – kada pogledaš mančmeloue, pomisli na oblake. Ili možeš da pomisliš na to kako su okrugli i beli. Mesec je takođe okrugao i beo – kada pogledaš mančmelou, pomisli na mesec”.
Konzumna grupa za irelevantne objekte je imala iste instrukcije kao i prva grupa, samo što su se one odnosile na predmete koje nisu čekali i koji im nisu bili ranije pokazani.  Onima koji su čekali mančmelou je rečeno da misle na potrošačke osobine pereca; i obrnuto, onima koji su čekali perece rečeno je da misle na potrošačke osobine mančmeloua. Jedina razlika u instrukcijama u odnosu na grupu za relevantne objekte je bila u konstrukciji rečenica: umesto “kada pogledaš”, govorili su “kada pomisliš”. 
I poslednja grupa, grupa sa transormacionim uputstvima za irelevantne objekte, imala je iste instrukcije kao i druga grupa, samo što su se u ovom slučaju one odnosile na irelevantne objekte, tj. odnosile su se na ono što nisu čekali.

### Ispitanici i eksperimentatori
Ispitanici su bila deca od tri i po do pet i po godina, 30 dečaka i 30 devojčica koji su pohađali školu u Stenfordu. Procedure su sprovodili eksperimentatori koje su činili jedan muškarac i dve žene.

### Procedura
Soba gde se odvijao eksperiment je bila podeljena drvenom pregradom,gde je sa jedne strane  bila kutija koja sadrži igračke i zanimljive igre, a sa druge strane mali stočić na kome je stalalo zvono i stolica. Veliko staklo koje je bilo prekriveno braon bojom razdvajalo je ispitanike od eksperimentatora.
Eksperimentatori su zajedno sa ispitanicima ušli u sobu, gde su im pokazali kutiju sa igračkama i rekli da će se kasnije igrati sa njima. Takođe su im pokazali zvono i objasnili da ih na taj način mogu pozvati. Nakon toga su igrali ,,igru” u kojoj je eksperimentator morao da izađe iz sobe i  čeka dok ga ispitanik ne pozove, i to su uradili tri puta kako bi ispitanik mogao da shvati kako zvono fukcioniše. Nakon trećeg puta kada se eksperimentator vratio u sobu, izvukao je tanjir sa mančmelouom i perecama, gde su mančmelou i perece stajale u redu od dva komada od svakog sa jedne strane i jednog komada svakog sa druge strane. Eksperimentator je postavio sledeće uslove ispitaniku:
1. Ako sediš u svojoj stolici i sačekaš da se vratim, možeš da izabereš dva komada mančmeloua ili pereca.
2. Ako ne možeš da me čekaš, možeš da uzmeš zvono I pozoveš me. Ali ako to uradiš moći ćes da izabereš samo jedan komad mančmeloua

ili pereca.
Manje od trećine ispitanika je moglo da čeka da se eksperimentator vrati, a većina njih je izabrala drugu opciju kojom dobijaju trenutno zadovoljstvo jednim mančmelouom ili perecom.

## Ponovljeni eksperiment

### Uticaj pouzdanosti okruženja na racionalno odlučivanje
Jedan od ponovljenih eksperimenata Univerziteta u Ročesteru pokazuje koliko pouzdanost sredine, pored samokontrole, utiče na odlaganje zadovoljstva. Ispitanici su bili podeljeni u dve grupe – grupu sa pouzdanim okruženjem i grupu sa nepouzdanim okruženjem. Pre mančmelou testa, deca su imala zadatak da naprave svoju šolju, gde je prvo trebalo da nacrtaju kako će ona izgledati. Obe grupe su imale ponuđene dve opcije: da crtaju već koriščenim bojicama ili da sačekaju nove bojice sa posebnim dodacima.  Kako je teglu sa korišćenim bojicama bila teško otvoriti, sva deca su bila primorana da sačekaju nove bojice. U nepouzdanom okruženju, izvođač eksperimenta bi se vratio  bez obećanih bojica uz obrazloženje da ih ipak nema, dok su ih deca iz pouzdanog okruženja dobila. Odmah nakon toga je usledio Mančmelou test.

## Rezultati istraživanja
Rezultati su pokazali da, kroz instrukcije, dete može kognitivno da transfomiše nagrade koje slede nakon perioda čekanja na način koji ili pospešuje ili sprečava efektivno odlaganje zadovoljstva. Ukoliko su instrukcije bile da se fokusiraju na potrošačke osobine nagrade(npr. sladak ukus mančmeloua ili to kako se topi u ustima), postajalo im je teže da čekaju. Sa druge strane, ako su instrukcije bile da se fokusiraju na nepotrošačke osobine nagrade (npr. instrukcija da mančmelou zamišljaju kao beli, paperjasti oblak ili beli mesec, ili ukoliko se radi o perecama, da ih zamišljaju kao tanka braon stabla), mogli su da čekaju duži vremenski period. Dakle, pažnja usmerena na potrošačke osobine nagrada čini čekanje težim, dok ga pažnja usmerena na nepotrošačke osobine čini uspešnijim. 
Interesantno je upoređivanje efekata istih instrukcija za relevantne objekte (nagrada koju ispitanik zapravo čeka) i irelevantne objekte. U prvom slučaju, prosečno vreme čekanja bilo je 13,51 minut, a u drugom manje od 5 minuta. Kada razmišljaju o nepotrošačkim osobinama onoga što će dobiti, smanjuje se neizvesnost i pojačava želja za čekanjem, dok razmišljanje o nečemu što ne mogu da imaju dovodi do frustracije, pa stoga teže istraju u odlaganju zadovoljstva. To se objašnjava činjenicom da mala deca imaju poteškoća pri zamišljanju objekata koji nisu pristuni; u ovom slučaju nagrada koje im nisu predstavljene. Ipak, najduže vreme odlaganja (skoro 17 minuta) se odnosi na slučaj kada su subjekti dobijali instrukcije da misle o irelevantnim objektima, ali o njihovim potrošačkim osobinama. Dakle, takav princip kod irelevantnih nagrada može otežati odlaganje, ali se može ispostaviti i kao veoma koristan i može ga produžiti.
Volter Mišel i drugi psiholozi su dokazali da su individualne razlike u sposobnostima odlaganja zadovoljstva na ovom jednostavnom zadatku u uzajamnoj vezi sa uspehom u daljem životu. Duže vreme odlaganja indikuje bolje rezultate na SAT testovima, ređu zloupotrebu supstanci i bolje socijalne sposobnosti. Takođe, mančmelou eksperiment je dokaz da kvaliteti kao što su samokontrola ili emocinalna inteligencija mogu biti važnije u kreiranju uspešnog života nego što je sama inteligencija. Uspešnije odlaganje zadovoljstva ukazuje na  veću sposobnost racionalnog odlučivanja. Međutim, postoje slučajevi kada uzimanje trenutne nagrade jeste racionalna odluka. Celeste Kidd navodi primer dece koja odrastaju u  kućnom skloništu, gde je sučavanje sa preotimanjem igračaka ili povlastica od strane veće i spretnije dece uobičajena pojava. Sasvim je razumljivo da će ta deca pre odabrati trenutnu nagradu koja je manja, ali sigurna.
Skorašnja istraživanja na ovu temu pokazuju i da pouzdanost okruženja utiče na odlaganje zadovoljstva, i da je povezana sa recionalnim donošenjem odluka. Deca u pouzdanom okruženju  su nagradu čekala znatno duže(čak četiri puta duže) od dece u nepouzdanom, gde vreme odlaganja zavisi od njihovih uverenja o isplativosti čekanja. Dakle, različite dužine odlaganja zadovoljstva nisu uslovljene samo razlikama u samokontroli, već i različitim uverenjima o okruženju. Deca su osetljiva na nesigurnu budućnost, pa tako deca koja rastu bez očeva pre uzimaju manje nagrade koje ne zahtevaju čekanje od većih koje to zahtevaju.
Takođe, ustanovljeno je da razlike u  polu i godinama nisu bile značajne za istraživanje. 

## Zaključak eksperimenta
Studije koje su započete pre pedeset godina i još uvek traju, pokazale su da je sposobnost odlaganja zadovoljstva zarad većeg zadovoljstva u budućnosti vidljiva i merljiva još u ranom životu, i da utiče na dobrobit ljudi i njihovo fizičko i mentalno zdravlje tokom života. Najinteresantnije je što te sposobnosti mogu da se modifikuju i poboljšaju kroz specifične kognitivne strategije. Mančmelou test i ostali eksperimenti koji su usledili su pokrenuli talas istraživanja na temu samokontrole. Zahvaljujući ovom ekspertmentu da se uočiti da je samokontrola krucijalna u postizanju dugoročnih ciljeva. Jednako je važna za postavljanje samoograničenja i razvoj empatije, što je potrebno za izgradnju brižnih odnosa. Takođe, ona pomaže ljudima da izbegnu neprilike poput napuštanja škole, neprihvatanje promena ili rad neželjenih poslova. Uprkos očiglednoj važnosti samokontrole, ona nije bila predmet ozbiljnih naučnih istraživanja sve do Mančmelou testa. Mančmelou test može promeniti postojeća uverenja i pretpostavke o crtama karakera, ali i upotpuniti odgovor na pitanje ko smo mi zapravo.

## Literatura
- Kidd, C. (2014). Rational snacking: Young children’s decision-making on the marshmallow task is moderated by beliefs about environmental reliability.
- Mischel, W. (2014). The Marshmallow Test: Mastering Self-Control. Little, Brown and Company.
- Mischel, W., & Baker, N. (1975). Cognitive Appraisals and Transformations in Delay Behavior. Journal of Personality and Social Psychology , 254-261.
- The Marshmallow Study Revisited. (2012).